# Allium pumilum
Allium pumilum — вид рослин з родини амарилісових (Amaryllidaceae); поширений у Сибіру й Монголії.

## Опис
Кріофіл і геофіт. Цибулини конічні, ≈ 0.5 см товщиною й 2–3 см в довжину, по 1–3 прикріплені до горизонтального чи злегка висхідному кореневищу; оболонки сіруваті. Стебло ≈ 10 см заввишки, при основі з листовими піхвами. Листків 2–3, вузьколінійні, 1–2 мм ушир, плоскі, на краю шершаві, коротші від стеблини. Зонтик небагатоквітковий, голівчастий. Листочки оцвітини рожевуваті, ≈ 4 мм у довжину, довгасто-еліптичні, тупі. 2n=16.
Квітне в кінці червня — на початку липня. Розмножується насінням, запилюється дрібними комахами.

## Поширення
Поширений у південного Сибіру й північно-західної Монголії.
Зростає у щебнистих дріадових тундрах і кріофітних остепованих луках альпійського пояса.